# Yello
Yello is een Zwitserse elektronica-band, bestaand uit Dieter Meier en Boris Blank. Ze zijn het meest bekend door de nummers I Love You, Bostich en Oh Yeah. Dit laatstgenoemde nummer werd onder meer bekend doordat het in de soundtrack van de films Ferris Bueller's Day Off (1986) en The Secret of My Success (1987) werd gebruikt. Ook Vicious Games en The Race zijn bekende nummers, respectievelijk van de albums Stella (1985) en Flag (1988).
Yello werd in 1979 opgericht door Boris Blank en Carlos Peron. Dieter Meier, een miljonair met een zeer diverse carrière (hij zat onder andere in het nationale golfteam van Zwitserland, schreef kinderboeken en is avant-gardekunstenaar), voegde zich bij de andere twee toen deze zich realiseerden dat ze een zanger nodig hadden. De eerste tape werd naar het Ralph-label van The Residents gestuurd en leverde direct een platencontract op.
Op Claro Que Si staat een instrumentale versie van een nummer dat afkomstig is uit de Duitse film Jetzt und Alles, die door Dieter Meier is geregisseerd, en waarvan Yello de muziek maakte. Op de geremasterde versie van de CD uit 2005 staan nog meer nummers uit die film. Sinds 1984 was Yello, met name Dieter Meier, jarenlang bezig de film Snowball van de grond te krijgen, en men stopte sindsdien diverse uitprobeersels voor de soundtrack tussen de overige nummers van de uitgebrachte platen (Ciel Ouvert en Stalakdrama op  Stellá uit 1985 en Tool in Rose als B-kant van de maxiversie van The Rhythm Divine op One Second uit 1987, een nummer waarin Shirley Bassey de zangpartij doet). In 1991 werd op de hoes van Baby aangekondigd dat de film 'binnenkort gezien kon worden in een theater bij u in de buurt'. In 2001 is de film uiteindelijk gemaakt en uitgebracht onder de titel Lightmaker.
Peron verliet al eerder de band in 1983 om een solocarrière na te streven. In de jaren negentig bleek Yello een populaire bron van inspiratie voor de dancescene. Dieter Meier was met enige regelmaat te gast op singles van danceacts. Zo zong hij voor The Grid (Ice Machine, 1992), Stranger (Shadow Of A Rocket, 1996), X-Press 2 (I Want You Back, 2002) en Booka Shade (Divine, 2010). In 1995 werd een sample van het nummer Bostich een belangrijke basis voor de househit Everybody Be Somebody van Ruffneck featuring Yavahn en Oh Yeah! werd dat voor Minus Orange (1999) van  Richie Hawtin. Er werden in de jaren 90 ook veel remixes gemaakt van Yello-tracks. In 1995 werd het album Hands on Yello uitgebracht, waarop onder andere Jam & Spoon, Moby, Carl Craig, The Orb, WestBam en Jens Mahlstedt nummers bewerkten. In 1999 kwam Eccentrix uit, waarop remixen van onder andere Ian Pooley en Fluke staan.
Na 2003 werd het stil rondom Yello, maar in 2009 kwam er toch een nieuw album uit: Touch Yello, in 2016 gevolgd door het album Toy. Dit laatste album werd opgenomen in de eigen Yello Studio te Zürich. Het duo werd bijgestaan door vocalisten Fifi Rong, Malia, Starlight Scene, Heidi Happy en gitarist Jeremy Baer. In 2010 werken ze ook samen met Booka Shade op het album More!. In 2020 is het album Point uitgekomen, voorafgegaan door de single Waba Duba.

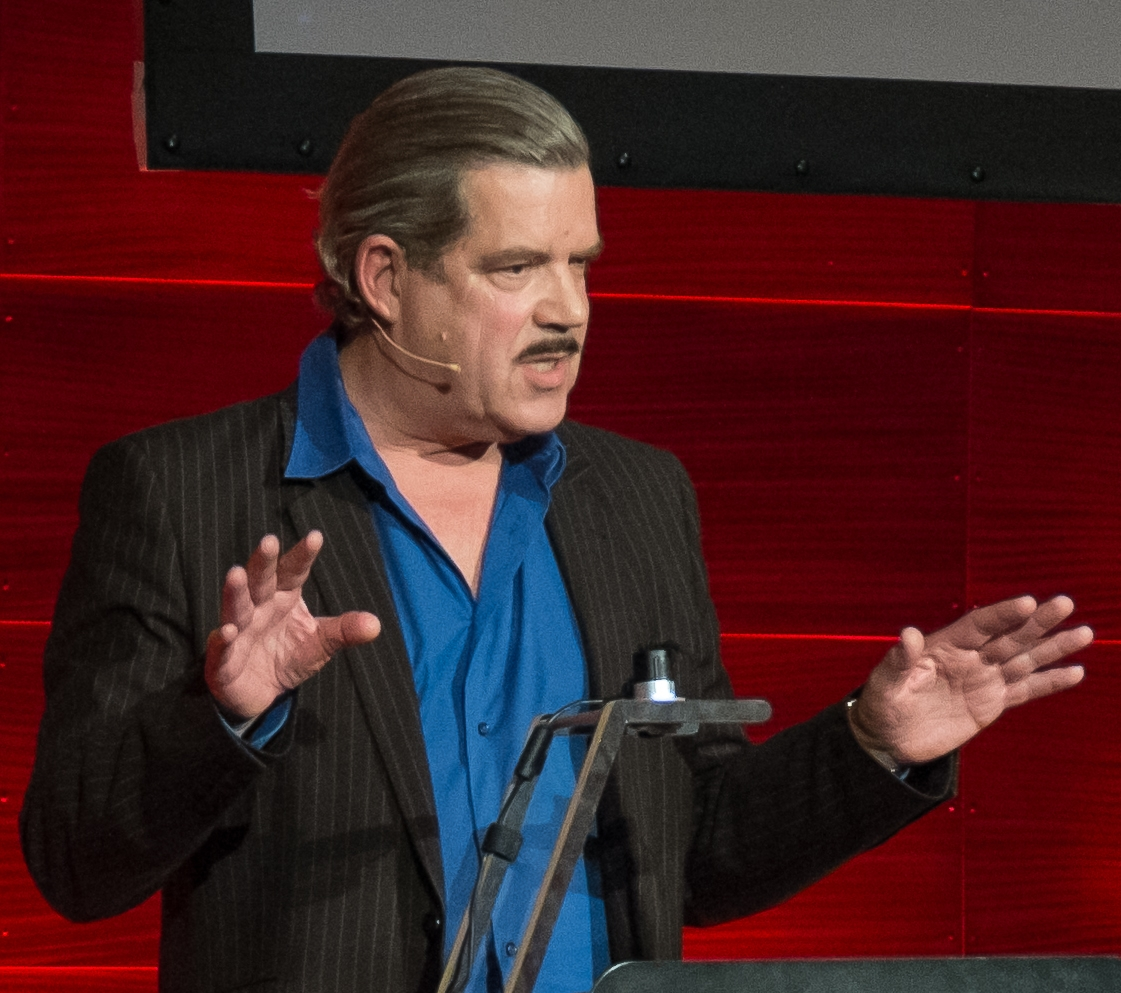
Boris Blank (2013)
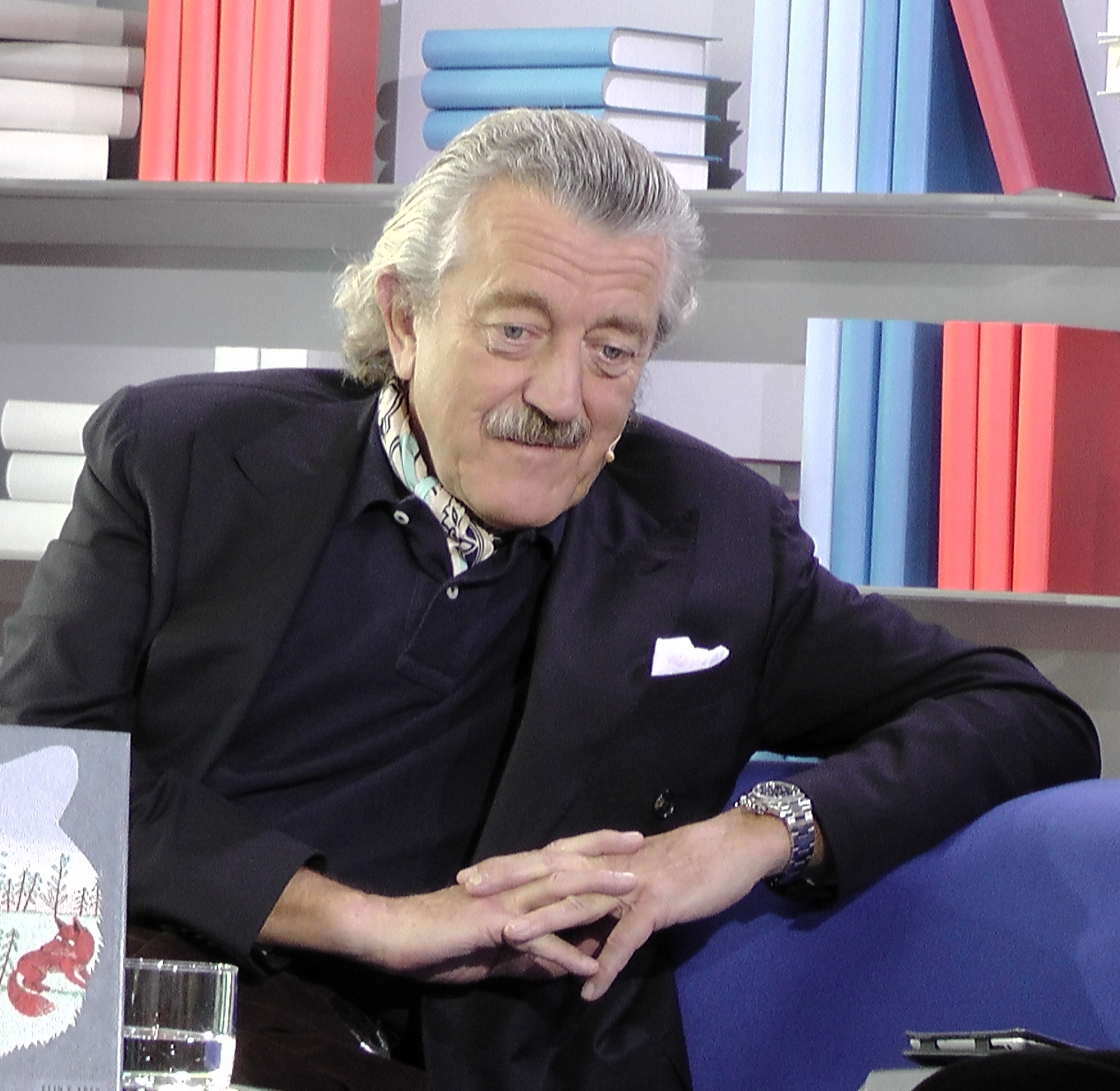
Dieter Meier (2011)

## Discografie
- 1980 - Solid Pleasure
- 1981 - Claro Que Si
- 1983 - You Gotta Say Yes to Another Excess
- 1984 - Yello Live at the Roxy, NYC, Dec.'83 (live-12" van 15 minuten)
- 1985 - Stella
- 1986 - Yello 1980-1985; The New Mix in One Go (compilatie/remix)
- 1987 - One Second
- 1988 - Flag
- 1991 - Baby
- 1992 - Essential Yello (compilatie)
- 1994 - Zebra
- 1994 - Essential Christmas (heruitgave compilatie, maar met extra versie van "Jingle Bells")
- 1995 - Hands on Yello (remixes)
- 1997 - Pocket Universe
- 1999 - Eccentrix (compilatie/remix, bewerkt door dj's)
- 1999 - Motion Picture
- 2003 - The Eye
- 2007 - Progress and Perfection (verzamelobject, speciaal voor winnaars van AUDI-wedstrijd)
- 2009 - Touch Yello
- 2010 - Anthology (compilatie, 3 cd's, waaronder 'the Singles collection')
- 2016 - Toy
- 2017 - Live in Berlin (live-cd en -dvd)
- 2020 - Point
- 2021 - Yello 40 Years (compilatiealbum)

### Dvd's
| Dvd's met hitnoteringen in de Nederlandse Music Top 30 | Datum van verschijnen | Datum van binnenkomst | Hoogste positie | Aantal weken | Opmerkingen |
| ------------------------------------------------------ | --------------------- | --------------------- | --------------- | ------------ | ----------- |
| Live in Berlin                                         | 2017                  | 11-11-2017            | 7               | 17           |             |